# 神農生活
- 近鉄百貨店 > 神農生活

神農生活（しんのうせいかつ、シェンノンションフォ、英語：MAJI TREATS）は、台湾の食雑貨セレクトショップである。范姜群季が2013年に創業し、台湾で2店舗を展開している。
日本では近鉄百貨店がフランチャイズ事業を行い、台北の2店舗に続く3店舗目としてあべのハルカス近鉄本店へ2021年4月に開業した。

## 概要
台湾・台北市中山区圓山で2013年（民国102年）に創業した。「新しいライフ 神農へ」をキャッチフレーズに、健康的な食品、伝統的な市場、地域の風土や習慣を融合した店舗で、決して決して広くない売場ながら、スローガン"L.E.S.S.is More"に基づいた商品を台湾各地から集めて販売している。

### 4つの原則
神農生活は「ほしいものだけをセレクトする」ことをモットーとしており、以下の4つの原則から成るスローガン"L.E.S.S.is More"を掲げている。
Lは地域色（Local）を意味している。各地の名産で、小さな島である台湾の職人や信頼できるパートナーが手掛けた素晴らしい品である。
Eは必要性（Essensial）を意味しており、余計な加工や過剰包装なく、お客様の生活を支える。
1つ目のSは季節性(Seasonal) を意味しており、単純で多種多様に24節季に合う季節の品々がそろっている。
2つ目のSはふさわしさ(Suitable) を意味しており、適切な商品が適切な価格で提供され、より多くの選択肢から選ぶことが可能である。

## 日本への展開

### 開業まで
近鉄百貨店がグローバル展開を見据え、いくつか視察候補地を検討した。その中から秋田拓士専務（当時）が2018年10月に台湾を訪問した。この際、秋田は誠品生活南西で4階にあった「神農生活」に興味を持った。すでに日本でも旅行者などに人気で、テレビ番組や雑誌の取材を受けることもあったという。
台湾では台北で成功した店舗は台中、高雄など台湾他都市に進出することが多いため、いきなりの日本進出に神農市場は戸惑った。しかし、阿倍野が好立地であること、運営は神農市場ではなく近鉄百貨店が行うことで理解を得られ、提携に向けて話が進んでいった。「神農生活」には家庭料理や故郷の味を中心とする台湾料理のレストラン「食習」が併設され、旅行客に人気であることから、秋田は「食習」の誘致も求めた。一方、神農市場側も明確なブランドイメージや戦略があるため、店内の雰囲気にもこだわるなど、双方が高いレベルでのプロジェクト遂行で一致した。
2020年初頭に日本側が台北の「神農生活」を現地視察した直後、新型コロナウイルス感染症の流行が発生した。このため日台の行き来はできなくなり、以降の会議はすべてオンラインで開かれた。近鉄側はコスト削減志向になっていたものの、神農市場は可能な限りコスト削減をせずに妥協しない店づくりを求めて衝突した。しかし、これは実り多い結果になったという。「食習」の料理も台湾のシェフによるオンライン指導で見た目の調整を行ったほか、台湾観光協会・大阪事務所のスタッフによる試食で台湾の味の再現を行った。

### 海外1号店開業直後
2021年（令和3年）4月9日にあべのハルカス近鉄本店へ海外1号店がオープンした。しかし、開業直後は新型コロナウイルス感染症の感染拡大を受けて客足は伸びず、重症者増加による医療ひっ迫のため大阪府に緊急事態宣言が発令され、あべのハルカス近鉄本店を含む大型商業施設はデパ地下など一部を除いて休業を強いられた。再開後もしばらくは客が少なく、パイナップルケーキなど賞味期限の短い商品は廃棄処分に追い込まれた。ただし、秋以降は順調に業績が伸びている。
日本において、台湾の食品では烏龍茶が定番だが、関西人のせっかちな気質と神農生活の商品の相性がいいこともあり、あべのハルカス近鉄本店では調味料やインスタント食品もよく売れている。
あべのハルカス近鉄本店独自の施策としては、全館における台湾フェアのほか、同じ大阪市で「神農」を祀っていることで有名な少彦名神社で健康をテーマにして行われてきた「神農祭」を同神社と合同で行った。

### 多店舗化への取り組み
あべのハルカス近鉄本店以外への初の展開として、熊本県熊本市中央区の「蔦屋書店熊本三年坂」で2022年（令和4年）1月12日から1月30日までの間、ポップアップストアを開設した。同年4月には神戸マルイにも出店し、6月から7月は北千住マルイ、7月から8月は大宮マルイ、8月から9月までは新宿マルイと首都圏への上陸も果たしている。
近鉄百貨店自身での展開は2023年現在、奈良店で行ったのにとどまっている。2022年8月17日（水）から8月21日（日）にかけて、かつて近鉄百貨店のライバルだったジェイアール京都伊勢丹の10階催事場で行われた「アジアンフード＆餃子フェスティバル」への出店を行った。
2023年（令和5年）7月12日から18日までの間、川西阪急（阪急百貨店、アステ川西）の催事「世界を旅する気分」にも出店している。ほかは物販のみのポップアップだったが、川西阪急では「コトコトステージ」での教室や、かき氷・アイスティーのイートインも展開する。
2025年（令和7年）4月から10月まで、大阪・関西万博のTECH WORLDパビリオン内に「世博期間限定店」を出店している。

## 店舗
- 圓山花博店 - 台北市中山区玉門街1号
- 誠品南西店 - 台北市中山区南京西路14号1楼 誠品生活南西
- 近鉄あべのハルカス店 - 大阪市阿倍野区阿倍野筋1-1-43 あべのハルカス近鉄本店